# 永定门外站
永定门外站是一个位于中国北京市东城区永定门外街道永定门外大街、琉璃井路交叉口，属于北京地铁8号线和14号线的地铁换乘站。14号线车站于2015年12月26日开通，8号线车站则于2018年12月30日投入使用。

## 位置
永定门外站位于南二环外，永定门外大街（南中轴路，南北向）与琉璃井路（自交汇处向东）交汇处北侧，燕墩南侧。8号线呈南北走向，14号线呈西北－东南走向，均布置于永定门外大街西侧。

## 结构

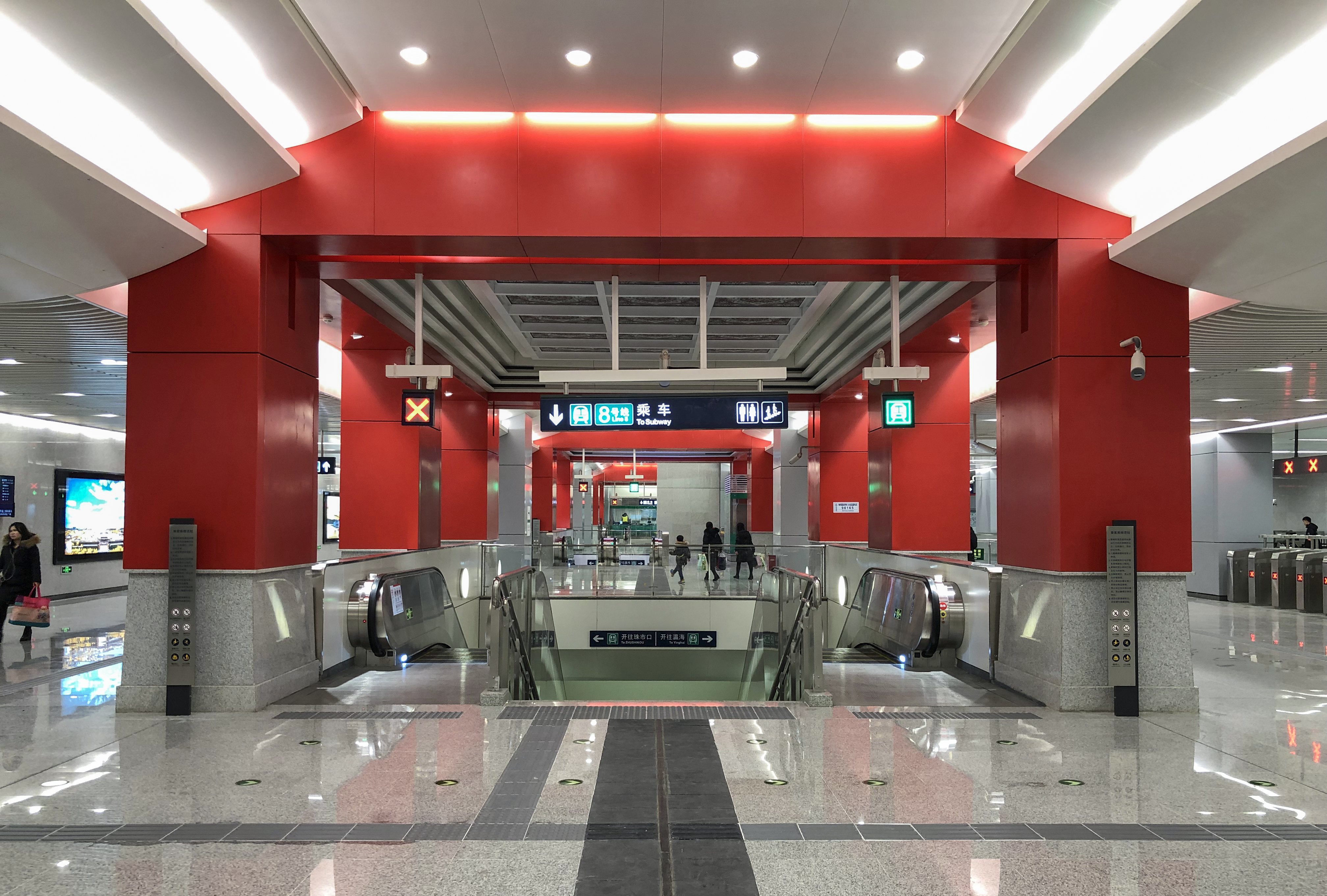
8号线站厅（2018年12月摄）

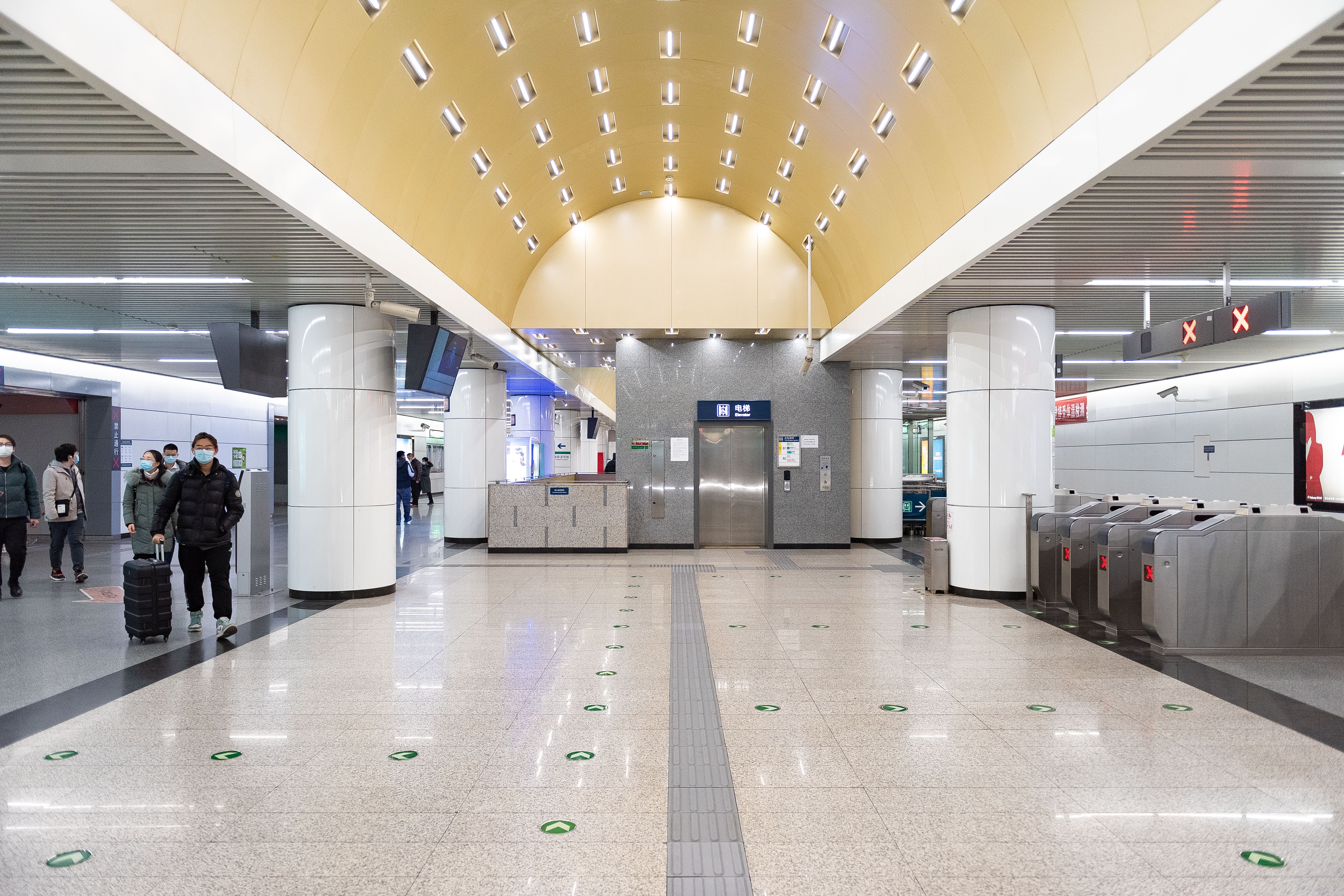
14号线站厅（2021年12月摄）

14号线车站较早建设，为地下三层车站，采用明暗挖结合方式施工。8号线车站较晚开工建设，线路下穿14号线，为了保证两线站厅地面高度一致而设计为地下四层车站，结构最深处达34米。两条线路均采用岛式站台设计。

### 车站楼层
| 地面层                   | 街道                     | A—F出入口                        |
| 地下一层                 | 设备层                   | 车站设备                         |
| 地下二层 8、14号线站厅层 | 14号线站厅               | 客务中心、自动售票机、进出站闸机 |
| 地下二层 8、14号线站厅层 | 8号线站厅                | 客务中心、自动售票机、进出站闸机 |
| 地下三层 14号线站台层    |                          | █ 14号线往张郭庄（北京南站）     |
| 地下三层 14号线站台层    | 岛式站台，左側開门       |                                  |
| 地下三层 14号线站台层    | █ 14号线往善各庄（景泰） |                                  |
| 地下四层 8号线站台层     |                          | █ 8号线往朱辛庄（天桥）          |
| 地下四层 8号线站台层     | 岛式站台，左側開门       |                                  |
| 地下四层 8号线站台层     | █ 8号线往瀛海（木樨园）  |                                  |

### 换乘
永定门外站14号线站厅南侧设有2个换乘通道接口，连接8号线站厅北端。

### 站台
14号线永定门外站设有一座岛式站台，位于永定门外大街西侧地底。8号线永定门外站亦设有一座岛式站台，位于永定门外大街地底。

## 出入口
14号线永定门外站设有三个出入口，但截至2018年8月仅开放A、C两口，B口暂缓开通。8号线永定门外站设有E、F两个出入口。
|                       |              | |      |                |
|                       |              | |      |                |
| 编号                  | 指示         | 建议前往的目的地 | 图片 | 无障碍设施图片 |
| 连通 14号线站厅       |              | |      |                |
| 出口 · A · 升降机标志 | 永定门外大街 | 永定门外大街（西侧）、永定门城楼、燕墩、北京市第十一中学实验学校、国药大厦                                                         |      |                |
| 出口 · C              | 永定门外大街 | 永定门外大街（东侧）、北京师大二附中汇才学校、革新里小学、东城区第一人民医院、东城交通大队天坛支队、永外派出所、永定门外街道办事处 |      | 不適用         |
| 连通 8号线站厅        |              | |      |                |
| 出口 · E · 升降机标志 | 永定门外大街 | 永定门外大街（东侧）、安乐林路（南侧）、东城区第一人民医院                                                                         |      |                |
| 出口 · F · 升降机标志 | 永定门外大街 | 永定门外大街（西侧）、革新南路（北侧）、革新里                                                                                     |      |                |
| 註： 設有             |              | |      |                |